# Hidd SCC
El Hidd SCC (en árabe: نادي الحد الرياضي الثقافي‎), conocido también como Al-Hidd Club, es un equipo de fútbol de Baréin que juega en la Liga Premier de Baréin, la liga de fútbol más importante del país.

## Historia
Fue fundado en el año 1945 en la ciudad de Al-Hidd, en Muharraq, manteniéndose a la sombra del equipo importante del Estado, el Muharraq Club, uno de los equipos más fuertes de Baréin. En el año 2001 se fusionaron con el Qalali Club para crear al Al-Sahel Club, aunque posteriormente se separaron y se volvieron un club independiente.
A nivel internacional participó en la primera edición de la Copa de Clubes de la UAFA en la temporada 2012/13, en la cual fueron eliminados en la segunda ronda por el Al-Nassr de Arabia Saudita.
En la temporada 2014 consiguieron clasificarse a su primer torneo continental, la Liga de Campeones de la AFC, en el cual fueron eliminados en la segunda ronda por el Lekhwiya SC de Catar.

## Palmarés
- Copa del Rey de Baréin (1)

2015
- Bahraini Premier League(2)

2016, 2020
- Supercopa de Baréin (1)

2015
- Copa FA de Baréin (1)

2015

## Participación en competiciones de la UAFA
- Copa de Clubes de la UAFA: 1 aparición

2012/13 - Segunda ronda

## Participación en competiciones de la AFC
| Temporada | Torneo                      | Ronda | Club            | Casa | Visita     | Global |
| --------- | --------------------------- | ----- | --------------- | ---- | ---------- | ------ |
| 2014      | Liga de Campeones de la AFC | 1     | Shabab Al-Ordon | x    | 3-1 (t.e.) | 3-1    |
| 2014      | Liga de Campeones de la AFC | 2     | Lekhwiya SC     | x    | 1-2        | 1-2    |